# Clara Anna Korn
Pour les articles homonymes, voir Korn (homonymie).
Clara Anna Korn (30 janvier 1866 - 14 juillet 1940) est une pianiste, compositrice et écrivaine américaine.

## Biographie
Elle est née en Allemagne, mais sa famille a déménagé aux États-Unis et elle a grandi dans le New Jersey. Elle a étudié au Conservatoire national de musique de New York avec BO Klein, Antonín Dvořák et Horatio Parker,.
Elle a enseigné la musique dans le système scolaire du New Jersey et de 1893 à 1898 au Conservatoire national de musique américain (en). Elle a également dirigé le département de piano de la DeBauer School of Music and Languages à New York. Korn a écrit pour plusieurs journaux musicaux et a fondé le Women's Philharmonic Orchestra.

## Œuvres
Korn a composé pour voix, piano et orchestre : 
- Capriccio pour piano et orchestre
- Violin suite
- Symphonic poem
- Morpheus
- Orchestra suite No. 1
- Orchestra suite No. 2
- Piano Concerto
- Piano Sonata
- Our Last War, opéra[3].

## Source
- (en) Cet article est partiellement ou en totalité issu de l’article de Wikipédia en anglais intitulé « Clara Anna Korn » (voir la liste des auteurs).